# Агеева, Вера Павловна
Вера Павловна Аге́ева (р. 1958) — советский и украинский литературовед и литературный критик.

## Биография
Родилась 30 июля 1958 года в Бахмаче Черниговской области Украины.
В 1980 окончила Киевский университет. 1985—1996 годах — работала в Институте литературы НАНУ. 1995—1997 годах — заместитель редактора журнала «Слово і час». С 1996 года — профессор Национального университета «Киево-Могилянская академия». Доктор филологических наук (1995).
Исследует проблемы стилевой дифференциации украинской литературы XX века, особенности развития украинского модернизма, проявляет интерес к феминистской интерпретации текстов.
С начала российского вторжения на Украину — выступала с критикой российского империализма и культурного наследия.
Автор статей, рецензий, обзоров в журналах «Вітчизна», «Прапор», «Березіль», «Слово і час».

## Работы
- Літературний процес 60—80-х рр. — К., 1989 (співавтор).
- Пам’ять подвигу: Українська воєнна проза 60—80-х років. — К., 1989 (співавтор).
- Олекса Слісаренко. — К., 1990 (співавтор).
- Українська імпресіоністична проза. — К., 1994 (співавтор).
- Екзистенційні мотиви творчості Миколи Куліша // Наукові записки Національного університету «Києво-Могилянська академія». — 1998. — Т. 4.
- Поетеса на зламі століть. Творчість Лесі Українки в постмодерній інтерпретації. — К., 1999.
- Дон Жуан у світовому контексті. — К: Факт, 2002 (упорядник).
- Три долі: Марко Вовчок в українській, російській та французькій літературі. — К., 2002.
- Їм промовляти душа моя буде. «Лісова пісня» Лесі Українки та її інтерпретації. — К,, 2002.
- Сорочинський ярмарок на Невському проспекті. Українська рецепція Гоголя. — К., 2003.
- Жіночий простір: Феміністичний дискурс українського модернізму: Монографія. — К: Факт, 2003.
- Київські неокласики. Українські мемуари. — К: Факт, 2003.
- Проза про життя інших: Юрій Косач: тексти, інтерпретації, коментарі. — К., 2003.
- Поетика парадокса. Інтелектуальна проза Віктора Петрова-Домонтовича. — К: Факт, 2006.
- Апологія модерну: обрис XX віку. — К.: Грані-Т, 2011. ISBN 9789664653241
- Мистецтво рівноваги. Максим Рильський на тлі епохи. — Київ: видавництво «Книга», 2012. — 391 с. ISBN 9789668314667
- Дороги й середохрестя. — Львів : Видавництво Старого Лева, 2016. — ISBN 978-617-679-229-1.

## Награды и премии
- Государственная премия Украины имени Тараса Шевченко (1996) — за учебное пособие «История украинской литературы XX века» в 2 томах (совместно с соавторами)